# Coupe d'Asie des nations de football 1988
Navigation
Coupe d'Asie 1984 Coupe d'Asie 1992
La Coupe d'Asie des nations de football 1988 est une compétition qui se déroula à Doha au Qatar en décembre 1988 et qui fut remporté par l'Arabie saoudite. Le Qatar était qualifié d'office en tant que pays organisateur, ainsi que l'Arabie saoudite en tant que vainqueur de l'édition précédente.

## Tournoi final
- Tournoi à Doha, ( Qatar) en décembre 1988

### Groupe 1
|   | Équipe              | Pts | J | G | N | P | BP | BC | Diff |
| - | ------------------- | --- | - | - | - | - | -- | -- | ---- |
| 1 | Corée du Sud        | 8   | 4 | 4 | 0 | 0 | 9  | 2  | +7   |
| 2 | Iran                | 5   | 4 | 2 | 1 | 1 | 3  | 3  | 0    |
| 3 | Qatar               | 4   | 4 | 2 | 0 | 2 | 7  | 6  | +1   |
| 4 | Émirats arabes unis | 2   | 4 | 1 | 0 | 3 | 2  | 4  | -2   |
| 5 | Japon               | 1   | 4 | 0 | 1 | 3 | 0  | 6  | -6   |

| 2 décembre 1988  | Iran                | 2 | 0 | Qatar               |
| 3 décembre 1988  | Corée du Sud        | 1 | 0 | Émirats arabes unis |
| 4 décembre 1988  | Iran                | 0 | 0 | Japon               |
| 5 décembre 1988  | Qatar               | 2 | 1 | Émirats arabes unis |
| 6 décembre 1988  | Corée du Sud        | 2 | 0 | Japon               |
| 8 décembre 1988  | Iran                | 1 | 0 | Émirats arabes unis |
| 9 décembre 1988  | Corée du Sud        | 3 | 2 | Qatar               |
| 10 décembre 1988 | Émirats arabes unis | 1 | 0 | Japon               |
| 11 décembre 1988 | Corée du Sud        | 3 | 0 | Iran                |
| 12 décembre 1988 | Qatar               | 3 | 0 | Japon               |

| 2 décembre 1988 | Iran                | 2 – 0 | Qatar | Al-Ahly Stadium, Doha                           |                                                 |
| 16:00           | Bavi 6e · Pious 89e |       |       | Spectateurs : 20 000 Arbitrage : Michel Vautrot | Spectateurs : 20 000 Arbitrage : Michel Vautrot |
| 16:00           | Rapport             |       |       | Spectateurs : 20 000 Arbitrage : Michel Vautrot | Spectateurs : 20 000 Arbitrage : Michel Vautrot |

| 3 décembre 1988 | Émirats arabes unis | 0 – 1 | Corée du Sud         | Al-Ahly Stadium, Doha       |                             |
| 15:00           |                     |       | 8e (pen.) Lee Tae-ho | Arbitrage : George Courtney | Arbitrage : George Courtney |
| 15:00           | Rapport             |       |                      | Arbitrage : George Courtney | Arbitrage : George Courtney |

| 4 décembre 1988 | Japon   | 0 – 0 | Iran | Qatar SC Stadium, Doha                      |                                             |
| 15:00           |         |       |      | Spectateurs : 4 000 Arbitrage : Samuel Chan | Spectateurs : 4 000 Arbitrage : Samuel Chan |
| 15:00           | Rapport |       |      | Spectateurs : 4 000 Arbitrage : Samuel Chan | Spectateurs : 4 000 Arbitrage : Samuel Chan |

| 5 décembre 1988 | Qatar                          | 2 – 1 | Émirats arabes unis | Qatar SC Stadium, Doha       |                              |
| 17:00           | Muftah 17e · Musabah 26e (csc) |       | 35e H. Mohamed      | Arbitrage : Erik Fredriksson | Arbitrage : Erik Fredriksson |
| 17:00           | Rapport                        |       |                     | Arbitrage : Erik Fredriksson | Arbitrage : Erik Fredriksson |

| 6 décembre 1988 | Corée du Sud                          | 2 – 0 | Japon | Qatar SC Stadium, Doha     |                            |
| 15:00           | Hwang Sun-hong 13e · Kim Joo-sung 35e |       |       | Arbitrage : Salah Mohammed | Arbitrage : Salah Mohammed |
| 15:00           | Rapport                               |       |       | Arbitrage : Salah Mohammed | Arbitrage : Salah Mohammed |

| 8 décembre 1988 | Iran      | 1 – 0 | Émirats arabes unis | Qatar SC Stadium, Doha                        |                                               |
| 15:00           | Pious 27e |       |                     | Spectateurs : 4 000 Arbitrage : Steven Ovinis | Spectateurs : 4 000 Arbitrage : Steven Ovinis |
| 15:00           | Rapport   |       |                     | Spectateurs : 4 000 Arbitrage : Steven Ovinis | Spectateurs : 4 000 Arbitrage : Steven Ovinis |

| 9 décembre 1988 | Qatar                        | 2 – 3 | Corée du Sud                             | Qatar SC Stadium, Doha      |                             |
| 17:00           | Salman 47e (pen.) 80e (pen.) |       | 10e 72e Chung Hae-won · 34e Kim Joo-sung | Arbitrage : George Courtney | Arbitrage : George Courtney |
| 17:00           | Rapport                      |       |                                          | Arbitrage : George Courtney | Arbitrage : George Courtney |

| 10 décembre 1988 | Émirats arabes unis | 1 – 0 | Japon | Al-Ahly Stadium, Doha  |                        |
| 15:00            | A.A. Mohamed 86e    |       |       | Arbitrage : Ahmad Bash | Arbitrage : Ahmad Bash |
| 15:00            | Rapport             |       |       | Arbitrage : Ahmad Bash | Arbitrage : Ahmad Bash |

| 11 décembre 1988 | Corée du Sud                                | 3 – 0 | Iran | Al-Ahly Stadium, Doha                       |                                             |
| 17:00            | Byun Byung-joo 26e 57e · Hwang Sun-hong 42e |       |      | Spectateurs : 5 000 Arbitrage : Neji Jouini | Spectateurs : 5 000 Arbitrage : Neji Jouini |
| 17:00            | Rapport                                     |       |      | Spectateurs : 5 000 Arbitrage : Neji Jouini | Spectateurs : 5 000 Arbitrage : Neji Jouini |

| 12 décembre 1988 | Japon   | 0 – 3 | Qatar                       | Al-Ahly Stadium, Doha     |                           |
| 17:00            |         |       | 58e 82e Khamis · 90e Muftah | Arbitrage : Yusuf Namoğlu | Arbitrage : Yusuf Namoğlu |
| 17:00            | Rapport |       |                             | Arbitrage : Yusuf Namoğlu | Arbitrage : Yusuf Namoğlu |

### Groupe 2
|   | Équipe          | Pts | J | G | N | P | BP | BC | Diff |
| - | --------------- | --- | - | - | - | - | -- | -- | ---- |
| 1 | Arabie saoudite | 6   | 4 | 2 | 2 | 0 | 4  | 1  | +3   |
| 2 | Chine           | 5   | 4 | 2 | 1 | 1 | 6  | 3  | +3   |
| 3 | Syrie           | 4   | 4 | 2 | 0 | 2 | 2  | 5  | -3   |
| 4 | Koweït          | 3   | 4 | 0 | 3 | 1 | 2  | 3  | -1   |
| 5 | Bahreïn         | 2   | 4 | 0 | 2 | 2 | 1  | 3  | -2   |

| 2 décembre 1988  | Arabie saoudite | 2 | 0 | Syrie   |
| 3 décembre 1988  | Koweït          | 0 | 0 | Bahreïn |
| 4 décembre 1988  | Chine           | 3 | 0 | Syrie   |
| 5 décembre 1988  | Arabie saoudite | 0 | 0 | Koweït  |
| 6 décembre 1988  | Chine           | 1 | 0 | Bahreïn |
| 8 décembre 1988  | Syrie           | 1 | 0 | Koweït  |
| 9 décembre 1988  | Arabie saoudite | 1 | 1 | Bahreïn |
| 10 décembre 1988 | Chine           | 2 | 2 | Koweït  |
| 11 décembre 1988 | Syrie           | 1 | 0 | Bahreïn |
| 12 décembre 1988 | Arabie saoudite | 1 | 0 | Chine   |

| 2 décembre 1988 | Syrie   | 0 – 2 | Arabie saoudite                 | Qatar SC Stadium, Doha       |                              |
| 18:00           |         |       | 20e Al-Mutlaq · 82e Al-Suwaiyed | Arbitrage : Erik Fredriksson | Arbitrage : Erik Fredriksson |
| 18:00           | Rapport |       |                                 | Arbitrage : Erik Fredriksson | Arbitrage : Erik Fredriksson |

| 3 décembre 1988 | Koweït  | 0 – 0 | Bahreïn | Al-Ahly Stadium, Doha     |                           |
| 17:00           |         |       |         | Arbitrage : Vincent Mauro | Arbitrage : Vincent Mauro |
| 17:00           | Rapport |       |         | Arbitrage : Vincent Mauro | Arbitrage : Vincent Mauro |

| 4 décembre 1988 | Chine                             | 3 – 0 | Syrie | Qatar SC Stadium, Doha     |                            |
| 17:00           | Gao Sheng 13e · Xie Yuxin 14e 19e |       |       | Arbitrage : Mohamed Hansal | Arbitrage : Mohamed Hansal |
| 17:00           | Rapport                           |       |       | Arbitrage : Mohamed Hansal | Arbitrage : Mohamed Hansal |

| 5 décembre 1988 | Arabie saoudite | 0 – 0 | Koweït | Al-Ahly Stadium, Doha      |                            |
| 15:00           |                 |       |        | Arbitrage : Michel Vautrot | Arbitrage : Michel Vautrot |
| 15:00           | Rapport         |       |        | Arbitrage : Michel Vautrot | Arbitrage : Michel Vautrot |

| 6 décembre 1988 | Bahreïn | 0 – 1 | Chine             | Qatar SC Stadium, Doha        |                               |
| 17:00           |         |       | 78e Zhang Xiaowen | Arbitrage : Syed Shahid Hakim | Arbitrage : Syed Shahid Hakim |
| 17:00           | Rapport |       |                   | Arbitrage : Syed Shahid Hakim | Arbitrage : Syed Shahid Hakim |

| 8 décembre 1988 | Syrie         | 1 – 0 | Koweït | Al-Ahly Stadium, Doha     |                           |
| 17:00           | Al-Nasser 63e |       |        | Arbitrage : Yusuf Namoğlu | Arbitrage : Yusuf Namoğlu |
| 17:00           | Rapport       |       |        | Arbitrage : Yusuf Namoğlu | Arbitrage : Yusuf Namoğlu |

| 9 décembre 1988 | Arabie saoudite | 1 – 1 | Bahreïn               | Qatar SC Stadium, Doha    |                           |
| 15:00           | Jazea'a 78e     |       | 44e (pen.) F. Mohamed | Arbitrage : Vincent Mauro | Arbitrage : Vincent Mauro |
| 15:00           | Rapport         |       |                       | Arbitrage : Vincent Mauro | Arbitrage : Vincent Mauro |

| 10 décembre 1988 | Koweït                                    | 2 – 2 | Chine          | Al-Ahly Stadium, Doha        |                              |
| 17:00            | Adel Abbas 60e (pen.) · Mansour Basha 62e |       | 10e 87e Ma Lin | Arbitrage : Erik Fredriksson | Arbitrage : Erik Fredriksson |
| 17:00            | Rapport                                   |       |                | Arbitrage : Erik Fredriksson | Arbitrage : Erik Fredriksson |

| 11 décembre 1988 | Bahreïn | 0 – 1 | Syrie                 | Qatar SC Stadium, Doha     |                            |
| 15:00            |         |       | 72e (pen.) Abu Al-Sel | Arbitrage : Michel Vautrot | Arbitrage : Michel Vautrot |
| 15:00            | Rapport |       |                       | Arbitrage : Michel Vautrot | Arbitrage : Michel Vautrot |

| 12 décembre 1988 | Chine   | 0 – 1 | Arabie saoudite | Al-Ahly Stadium, Doha      |                            |
| 15:00            |         |       | 56e Al-Bishi    | Arbitrage : Mohamed Hansal | Arbitrage : Mohamed Hansal |
| 15:00            | Rapport |       |                 | Arbitrage : Mohamed Hansal | Arbitrage : Mohamed Hansal |

### Tableau final
|  | Demi-finales            | Demi-finales            |                        |       | Finale                  | Finale                  |
|  | Demi-finales            | Demi-finales            |                        |       | Finale                  | Finale                  |
|  |                         |                         |                        |       |                         |                         |
|  | 15 décembre 1988 / Doha | 15 décembre 1988 / Doha |                        |       | 18 décembre 1988 / Doha | 18 décembre 1988 / Doha |
|  | 15 décembre 1988 / Doha | 15 décembre 1988 / Doha |                        |       | 18 décembre 1988 / Doha | 18 décembre 1988 / Doha |
|  | Arabie saoudite         | 1                       |                        |       | 18 décembre 1988 / Doha | 18 décembre 1988 / Doha |
|  | Arabie saoudite         | 1                       |                        |       | 18 décembre 1988 / Doha | 18 décembre 1988 / Doha |
|  | Iran                    | 0                       |                        |       | 18 décembre 1988 / Doha | 18 décembre 1988 / Doha |
|  | Iran                    | 0                       | Arabie saoudite t.a.b. | 0 (4) |                         |                         |
|  | 14 décembre 1988 / Doha |                         | Arabie saoudite t.a.b. | 0 (4) |                         |                         |
|  |                         | Corée du Sud            | 0 (3)                  |       |                         |                         |
|  | Corée du Sud a.p.       | Corée du Sud            | 0 (3)                  | 2     |                         |                         |
|  | Corée du Sud a.p.       |                         |                        | 2     |                         |                         |
|  | Chine                   | 1                       |                        |       |                         |                         |
|  | Chine                   | 1                       | Match pour la 3e place |       |                         |                         |
|  |                         |                         |                        |       |                         |                         |
|  | 17 décembre 1988 / Doha |                         |                        |       |                         |                         |
|  |                         |                         |                        |       |                         |                         |
|  | Iran t.a.b.             | 0 (3)                   |                        |       |                         |                         |
|  | Iran t.a.b.             | 0 (3)                   |                        |       |                         |                         |
|  | Chine                   | 0 (0)                   |                        |       |                         |                         |
|  | Chine                   | 0 (0)                   |                        |       |                         |                         |

#### Demi-finales
| 14 décembre 1988 | Corée du Sud        | 2 - 1 a.p. | Chine         | Doha                      |                           |
|                  | Lee Tae-ho 93e 103e |            | 100e Mai Chao | Arbitrage : Vincent Mauro | Arbitrage : Vincent Mauro |

| 15 décembre 1988 | Arabie saoudite | 1 - 0 | Iran | Doha                        |                             |
|                  | Abdullah 16e    |       |      | Arbitrage : George Courtney | Arbitrage : George Courtney |

#### Match pour la3eplace
| 17 décembre 1988                    | Chine             | 0 - 0 a.p.                         | Iran | Doha                   |
|                                     |                   |                                    |      | Arbitrage : Ahmad Bash |
| Duan Ju · Wang Baoshan · Wu Wenbing | Tirs au but 0 - 3 | Moharrami · Ansarifar · Ghayeghran |      |                        |

#### Finale
| 18 décembre 1988                                                          | Corée du Sud      | 0 - 0 a.p.                                            | Arabie saoudite | Doha                       |
|                                                                           |                   |                                                       |                 | Arbitrage : Michel Vautrot |
| Cho Min-kook · Lee Tae-ho · Byun Byung-joo · Kim Joo-sung · Cho Yoon-hwan | Tirs au but 3 - 4 | Al-Naima · Al-Jawad · Abdullah · Al-Mutlaq · Al-Bishi |                 |                            |

## Résultats
| Coupe d'Asie 1988 Vainqueur Arabie saoudite 2e titre |

## Récompenses individuelles

### Joueur du tournoi
- Kim Joo-sung

### Meilleur buteur
- Lee Tae-ho 3 buts

### Meilleur gardien
- Zhang Huikang